# Kanton Beauvoir-sur-Mer
Kanton Beauvoir-sur-Mer (fr. Canton de Beauvoir-sur-Mer) je francouzský kanton v departementu Vendée v regionu Pays de la Loire. Tvoří ho čtyři obce.

## Obce kantonu
- Beauvoir-sur-Mer
- Bouin
- Saint-Gervais
- Saint-Urbain